# MEF2C
MEF2C (англ. Myocyte enhancer factor 2C) – білок, який кодується однойменним геном, розташованим у людей на короткому плечі 5-ї хромосоми.  Довжина поліпептидного ланцюга білка становить 473 амінокислот, а молекулярна маса — 51 221.
| 10         |  | 20         |  | 30         |  | 40         |  | 50         |
| ---------- |  | ---------- |  | ---------- |  | ---------- |  | ---------- |
| MGRKKIQITR |  | IMDERNRQVT |  | FTKRKFGLMK |  | KAYELSVLCD |  | CEIALIIFNS |
| TNKLFQYAST |  | DMDKVLLKYT |  | EYNEPHESRT |  | NSDIVETLRK |  | KGLNGCDSPD |
| PDADDSVGHS |  | PESEDKYRKI |  | NEDIDLMISR |  | QRLCAVPPPN |  | FEMPVSIPVS |
| SHNSLVYSNP |  | VSSLGNPNLL |  | PLAHPSLQRN |  | SMSPGVTHRP |  | PSAGNTGGLM |
| GGDLTSGAGT |  | SAGNGYGNPR |  | NSPGLLVSPG |  | NLNKNMQAKS |  | PPPMNLGMNN |
| RKPDLRVLIP |  | PGSKNTMPSV |  | SEDVDLLLNQ |  | RINNSQSAQS |  | LATPVVSVAT |
| PTLPGQGMGG |  | YPSAISTTYG |  | TEYSLSSADL |  | SSLSGFNTAS |  | ALHLGSVTGW |
| QQQHLHNMPP |  | SALSQLGACT |  | STHLSQSSNL |  | SLPSTQSLNI |  | KSEPVSPPRD |
| RTTTPSRYPQ |  | HTRHEAGRSP |  | VDSLSSCSSS |  | YDGSDREDHR |  | NEFHSPIGLT |
| RPSPDERESP |  | SVKRMRLSEG |  | WAT        |  |            |  |            |

A: Аланін

C: Цистеїн

D: Аспарагінова кислота

E: Глутамінова кислота

F: Фенілаланін

G: Гліцин

H: Гістидин

I: Ізолейцин

K: Лізин

L: Лейцин

M: Метіонін

N: Аспарагін

P: Пролін

Q: Глутамін

R: Аргінін

S: Серин

T: Треонін

V: Валін

W: Триптофан

Кодований геном білок за функціями належить до активаторів, білків розвитку, фосфопротеїнів. 
Задіяний у таких біологічних процесах як апоптоз, транскрипція, регуляція транскрипції, диференціація, нейрогенез, ацетилювання, альтернативний сплайсинг. 
Білок має сайт для зв'язування з ДНК. 
Локалізований у ядрі.